# Ipimorpha contusa
Ipimorpha contusa is een vlinder uit de familie uilen (Noctuidae). De wetenschappelijke naam is voor het eerst geldig gepubliceerd in 1849 door  Freyer.
De soort komt voor in Europa.